# Sumo Digital
Sumo Digital ist ein britisches Entwicklerstudio mit Sitz in Sheffield. Es wurde von ehemaligen Mitarbeitern des Entwicklerstudios Gremlin Interactive nach dessen Schließung 2003 gegründet. Das Studio entwickelt und portiert hauptsächlich Spiele für mobile und Download-Plattformen. Daneben entwickelte das Studio die Titel Baphomets Fluch: Der Engel des Todes und Sonic & Sega All-Stars Racing sowie dessen Nachfolger Sonic & All-Stars Racing Transformed und Team Sonic Racing.
Ebenso wurde die Xbox-360-Version von Forza Horizon 2 vollständig von Sumo und der Steam-Port von Forza Horizon 4 in Zusammenarbeit mit Playground Games entwickelt.

## Unternehmensgeschichte
Das Unternehmen wurde 2003 von Carl Cavers, Paul Porter, Darren Mills und James North-Hearn gegründet. Die Gründer waren zuvor leitende Angestellte des britischen Studios Infogrames Sheffield House, vormals Gremlin Interactive. Das Studio machte vor allem durch Portierungen von Spielen für das Online-Netzwerke Xbox Live Arcade auf sich aufmerksam. Durch die erfolgreiche Umsetzung von England International Football (2004) erhielt das Unternehmen von Sega auf Empfehlung von Microsoft den Auftrag über die Portierung des Arcade-Klassikers Out Run 2 (2004). Durch dieses Projekt erhielt das Unternehmen mehrere Folgeaufträge zu Sega-Reihen, neben Out Run zu den Serien Virtua Fighter und Sonic.
Im Auftrag von Revolution Software entwickelte Sumo den vierten Teil der Adventure-Reihe Baphomets Fluch mit dem Untertitel Der Engel des Todes (2006). Das Storydesign stammte dabei von Revolution-Gründer Charles Cecil, während Sumo für die technische Umsetzung verantwortlich zeichnete. Mit Beteiligung Cecils erarbeitete Sumo Digital 2010 im Auftrag der BBC außerdem mehrere Adventure-Episoden zur britischen Fernsehreihe Doctor Who.
Anfang 2007 gründete Sumo eine Zweigstelle im indischen Pune. Am 17. August 2007 wurde Sumo Digital vom US-amerikanischen Unternehmen Foundation 9 Entertainment übernommen. Sumo-CEO James North-Hearn wurde dabei zum Managing Director für alle europäischen Aktivitäten von Foundation 9 ernannt. Im März 2008 übernahm North-Hearn schließlich die Rolle des CEOs der Foundation-9-Unternehmensgruppe. Seine bisherige Rolle als Managing Director Foundation 9 Europe übernahm Mitgründer Carl Cavers.
2014 wurde Sumo durch einen Management-buy-out mit Unterstützung der Investmentfirma NorthEdge Capital wieder unabhängig. Im März 2016 wurde ein drittes Entwicklerstudio in Nottingham eröffnet. Im Juli 2014 übernahm das Unternehmen das Design-Studio Atomhawk. Im Januar 2017 ging das Unternehmen als Sumo Group schließlich in London an die Börse. Am ersten Handelstag am Alternative Investment Market wurde Sumo mit 145 Millionen Pfund bewertet. Im Januar 2018 übernahm Sumo das VR-Entwicklerteam des isländischen Entwicklerstudios CCP in Newcastle. Im August 2018 wurde der unabhängige Entwickler The Chinese Room übernommen. 2020 folgte eine Partnerschaft mit der Blockchainfirma Dapper Labs.

## Entwickelte Spiele
- 2004: England International Football (Xbox)
- 2004: OutRun 2 (Xbox)
- 2005: DTM Race Driver 2 (PlayStation Portable)
- 2005: Virtua Tennis World Tour (PSP)
- 2006: OutRun 2SP (PlayStation 2)
- 2006: OutRun 2006: Coast 2 Coast (PSP, PS2, Windows, Xbox)
- 2006: Go! Sudoku (PSP, PlayStation 3)
- 2006: DTM Race Driver 3 (PSP)
- 2006: Race Driver 2006 (PSP)
- 2006: Baphomets Fluch: Der Engel des Todes (Windows)
- 2007: Driver 76 (PSP)
- 2007: Super Rub ’a’ Dub (PS3)
- 2007: Virtua Tennis 3 (PS3, PSP, Win, Xbox 360)
- 2008: Sega Superstars Tennis (Nintendo DS, PS2, PS3, X360, Wii)
- 2008: New International Track & Field (NDS)
- 2008: GTI Club+ (PlayStation Network)
- 2009: OutRun Online Arcade (PS3, Xbox 360)
- 2009: Virtua Tennis 2009 (PS3, Wii, Win, X360)
- 2009: F1 2009 (iOS, PSP, Wii)
- 2009: Disney’s A Christmas Carol (NDS, Wii)
- 2010: Sonic and Sega All-Stars Racing (Arcade, NDS, PS3, Wii, Win, X360)
- 2010: Doctor Who: The Adventure Games (Windows, Mac OS)
- 2010: Dead Space Ignition (PSN, Xbox Live Arcade)
- 2010: Hasbro Family Game Night 3 (X360, PS3, Wii)
- 2010: Split/Second: Velocity (PSP)
- 2011: Sonic and Sega All-Stars Racing (iOS)
- 2011: F1 2011 (PlayStation Vita, Nintendo 3DS)
- 2011: Sonic and All-Stars Racing Transformed (Win, 3DS, PS3, Wii U, PS Vita, X360)
- 2012: Nike+ Kinect Training (X360)
- 2012: Little Big Planet 2 Cross-Controller Pack (PS3)
- 2014: Little Big Planet 3 (PS3, PlayStation 4)
- 2014: Forza Horizon 2 (Xbox 360)
- 2017: Snake Pass (Win, PS4, Xbox One, Nintendo Switch)
- 2019: Crackdown 3 (Win, Xbox One)
- 2019: Team Sonic Racing (Steam, Xbox One, PS4, Nintendo Switch)
- 2020: Sackboy: A big Adventure (PS4 und PS5)
- 2021: Forza Horizon 4 (Steam)